# Aeroporto militare di Gambut
L'Aeroporto militare di Gambut era un aeroporto militare libico situato in Cirenaica, a circa 5 chilometri a nord-nord-est del villaggio di Gambut e a 50 km a sud-est di Tobruch.

Chiamata poi RAF Gambut era un complesso di sei aeroporti militari abbandonati in Libia.
Durante la seconda guerra mondiale, il complesso era una struttura della Regia Aeronautica, nel 1940 base dei velivoli dell'82ª Squadriglia e nel 1941 dell'88ª Squadriglia. Fu poi utilizzata dalla Royal Air Force e un gran numero di squadroni della RAF vi si trovavano per un certo periodo.